# XIII (Trepalium)
XIII è il terzo album del gruppo musicale technical death metal francese Trepalium, pubblicato nel 2009 dall'etichetta discografica Season of Mist.

## Tracce
1. Daddy's Happy – 4:13
2. Glowing Cloud – 3:26
3. Blink of Time – 2:20
4. Addicted to Oblivion – 3:47
5. Inner Hell – 3:39
6. Unexpectable Lies – 3:50
7. And Now...Feat. Luiss Roux (Hacride) – 5:12
8. Usual Crap – 3:52
9. Become – 4:15
10. World Plague – 3:28
11. Sadistik Peace – 5:13
12. Fant-Easy Reality (Clockwork - hidden track) – 11:48

## Formazione
- Cédric Punda (Kéké) - voce
- Harun Demiraslan - chitarra
- Nicolas Amossé - chitarra
- Ludovic Chauveau - basso
- Sylvain Bouvier - batteria